# Medidor inteligente

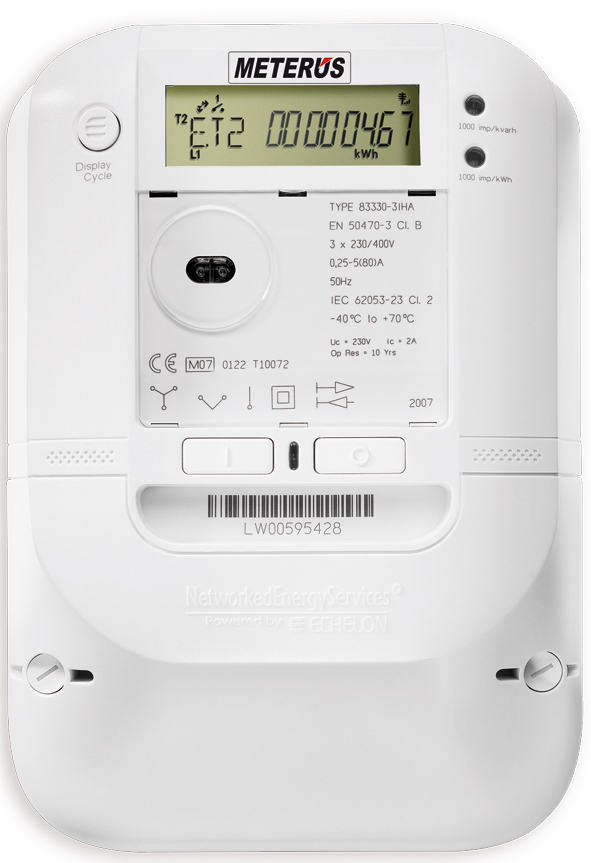
Medidor inteligente basado en el Open Smart Grid Protocol (OSGP), en uso en Europa, que tiene la capacidad de reducir la carga, desconectándose y reconectándose en forma remota según convenga, y aplicado a mediciones de electricidad, de agua, y de gas.

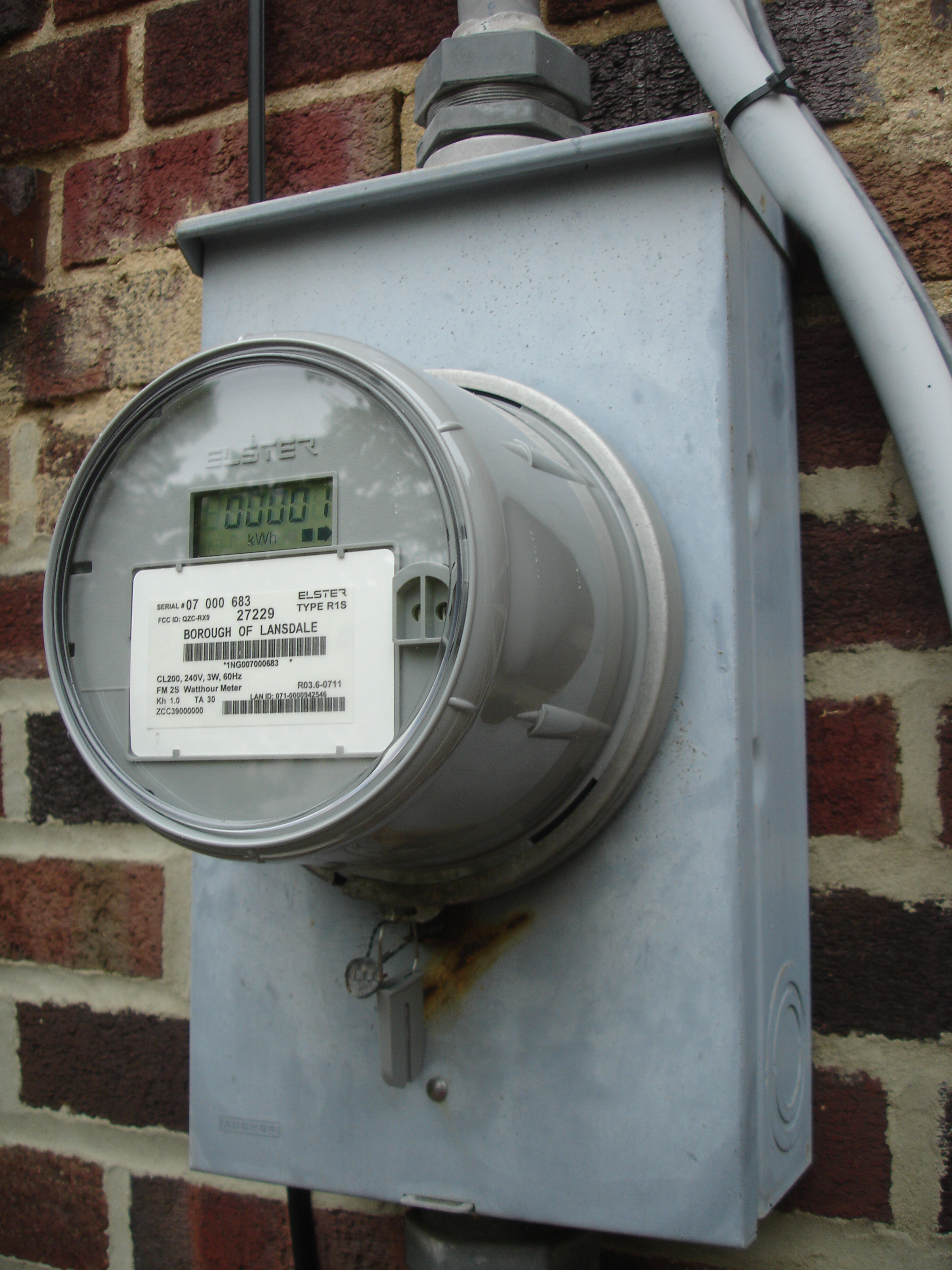
Reciente contador estadounidense retroadaptado de electricidad digital (doméstico) Elster REX con topología de red de malla de 900 MHz, que permite lectura automática de medidores y también medición de tiempo de uso "EnergyAxis".

Un medidor inteligente o contador inteligente es un tipo de contador avanzado de electricidad (vatihorímetro), agua o de gas natural) que calcula el consumo (o producción) de una forma más detallada que los contadores convencionales. Estos aparatos también ofrecen la posibilidad de comunicar esta información a través de una red de telecomunicación hasta un centro de procesamiento de datos de la empresa de servicios local, la cual puede utilizar los datos a efectos de facturación, seguimiento, facilitar a sus usuarios un mayor control sobre sus consumos, o incluso poder ofrecer servicios personalizados a los clientes. Así mismo, estos aparatos tienen la capacidad de configurar a medida el servicio, o interrumpir el suministro de manera remota, en caso por ejemplo de que no se haya realizado el pago de la mensualidad por el servicio contratado.